# 圣彼得弗尔代
圣彼得弗尔代（匈牙利語：Szentpéterfölde）是匈牙利佐洛州所辖的一个村，总面积12.12平方公里，总人口137，人口密度11.3人/平方公里（2010年1月1日）。